# كارلوس ماسيل
كارلوس ماسيل (بالإسبانية: Carlos Maciel) (ولد في 14 نوفمبر 1946) هو حكم سابق لكرة القدم في باراجواي. حكم مباراة واحدة في كأس العالم 1990 في إيطاليا .

## روابط خارجية
- كارلوس ماسيل على موقع Soccerway.com (الإنجليزية)

- نسخة محفوظة 9 أبريل 2015 على موقع واي باك مشين.